# Ahmose (madre de Hatshepsut)

Ahmose (ca. 1504-1492 a. C.) fue reina de comienzos de la XVIII dinastía egipcia, y madre de la reina Hatshepsut.

## Nombre
Su nombre egipcio, Iah-mes (Iˁḥ ms), está escrito igual que el nombre del faraón Ahmose y el de muchos miembros de la familia real de la época, por lo que no hay unanimidad acerca de la forma de llamar a esta reina. Para evitar confusiones, muchos optan por llamar a los varones Ahmose y a las mujeres Ahmes, así que no es de extrañar que esta mujer aparezca como Ahmose, Ahmes, Amosis, Ahmés, Aahmes...

## Biografía
Se desconoce la filiación exacta de la reina Ahmose, aunque tradicionalmente se la considera hija legítima del faraón Amenhotep I y de su gran esposa real. Sin embargo, se sabe que la "gran esposa real" de dicho rey, Ahmose-Meritamón, murió sin traer descendencia adulta. Así, existen otras versiones, como que pudiera ser la hija del faraón Ahmose I y de la reina Ahmose-Nefertari. Según esta última teoría, esta mujer habría sido la hermana menor de Amenhotep I y habría respondido al nombre de Ahmose-Tasherit durante su infancia.
No obstante, la reina Ahmose nunca llevó el título de Esposa del dios, rasgo que distinguía a todas las descendientes femeninas de su teórica madre, Ahmose-Nefertari. El porqué a esto no se explica, salvo porque aún siguiera con vida una de sus hermanas mayores y, cuando ésta muriese, el título pasó directamente a la hija de Ahmose, la futura reina Hatshepsut, y no ella misma.
Ahmose era de sangre real, pues solo gracias a su matrimonio pudo legitimar Tutmosis I el ascenso al trono. Este matrimonio trajo al mundo al menos cuatro hijos, pero solo dos niñas superaron la adolescencia: Hatshepsut y Neferubity, aunque esta última moriría al poco tiempo también. Al haber sido Ahmose la única gran esposa real del faraón y solo haber sobrevivido mujeres, dejaría abierta a la siguiente generación una nueva crisis sucesoria, que se saldaría con el casamiento de Hatshepsut con Tutmosis II, hijo de Tutmosis I y de una esposa secundaria.
Se ignora la fecha exacta de la muerte de la reina Ahmose; posiblemente acaeció a finales del reinado de su marido, que tuvo el honor de ser uno de los faraones más brillantes. De haber sido hija de Ahmose I, la reina habría tenido por entonces más de cuarenta años, pero si descendía de Amenhotep I o al menos pertenecía a esa generación, estaría en la treintena. Tampoco sabemos dónde pudo ser enterrada ni el paradero de su momia.
Al no portar el título de Esposa del dios y existir pocas menciones suyas, ha pasado como una figura realmente poco importante en la historia egipcia. Sería su querida hija Hatshepsut, cuando se autoproclamó reina-faraón, quien en memoria suya, y a fin de afianzar su posición, declaró que Ahmose había mantenido relaciones sexuales con el dios Amón, quien la había engendrado. Así, no es de extrañar que la inmensa mayoría de representaciones de la reina Ahmose aparezca junto al dios Amón.